# Zodoun-Tampouo
Zodoun-Tampouo est une localité du département de Dissin, dans la province d’Ioba (région du Sud-Ouest) au Burkina Faso. En 2006, cette localité comptait 2 907 habitants dont 52.5% de femmes.